# Ivan Civic

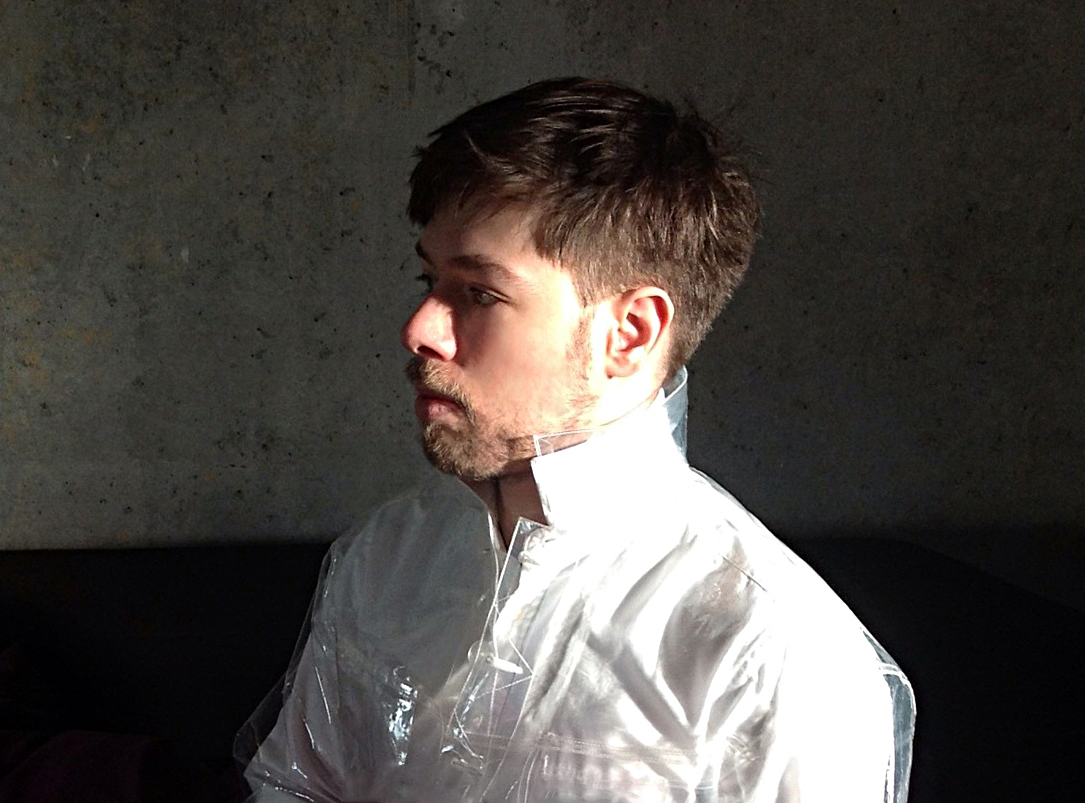
Artist Ivan Civic

Ivan Civic (* 30. Juni 1979 in Sarajevo) ist ein italienischer Performancekünstler.

## Leben
Civic studierte von 1999 bis 2006 Freie Kunst an der Hochschule für Bildende Künste in Braunschweig bei Marina Abramović, Birgit Hein und Mara Mattuschka. Von 2005 bis 2006 war er Meisterschüler bei Marina Abramović. Er war Mitglied in der Independent Performance Group (IPG).
Civics Arbeiten (Performance Videoinstallation Fotografie und Design) konzentrieren sich auf die Analyse der Gesellschaft und ihrer Strukturen, die Suche nach Grenzen innerhalb konventioneller Gewerkschaften (wie in der Familie, Beziehungen, kulturelle und intellektuelle Umgebungen), um eine wirksame und echte Bindung zu bilden. Durch die Verwendung von Symbolen und Fetischen aus den heimischen Kreisen (intim und privat) und aus dem Alltag (Mode, Werbung, hyper-beauty, Statussymbole), drückt der Künstler Mechanismen, Dynamiken, Widersprüche und Konflikte jeder Art der relationalen Umgebung in seinen Werken aus.
Seit 2010 arbeitet Civic zusammen mit Robert Wilson und Marina Abramović an dem Theaterstück The Life and Death of Marina Abramović.

## Ausstellungen und Projekte (Auswahl)
- 2000: Ivan Civic summer collection '79
- 2007: La nuit blanche, FLORIDA 240, Paris, Frankreich
- 2011: Welcome Home, Ueber Lebenskunst Festival, Haus der Kulturen der Welt, Berlin

### Theater- und Tanzprojekte
- 2011–2012: The Life and Death of Marina Abramović, Manchester International Festival, Regie Robert Wilson

## Filmografie
- 2008: Today She is Not Alone